# Janusz Kostrzewski (psycholog)
Janusz Kostrzewski (ur. 1930, zm. 29 listopada 2012) – polski psycholog, doktor habilitowany nauk humanistycznych.

## Życiorys
W 1963 r. otrzymał doktorat za pracę dotyczącą poziomu i dynamiki rozwoju dzieci w zespole L. Downa pod opieką ks. prof. Józefa Pastuszki, a w 1993 r. habilitację za pracę pt. Czynniki warunkujące powodzenie szkolne uczniów umysłowo upośledzonych oraz różnice w profilach podstawowych zdolności szkolnych i przystosowania społecznego dzieci umysłowo upośledzonych i ich rówieśników o prawidłowym rozwoju intelektualnym. 
Został pracownikiem naukowym w Instytucie Wspomagania Rozwoju Człowieka i Edukacji na Wydziale Nauk Pedagogicznych Akademii Pedagogiki Specjalnej im. Marii Grzegorzewskiej w Warszawie, oraz w Instytucie Psychologii na Wydziale Nauk o Wychowaniu Uniwersytetu Łódzkiego.